# 半浊音
半浊音是日语音韻中對/p/音的稱呼，包括ぱ、ぴ、ぷ、ぺ、ぽ、ぴゃ、ぴゅ、ぴぇ、ぴょ，在語言學上仍屬於清音。日語中半濁音出現於漢語詞、外來詞，以及擬声語等詞語中。
半濁音會用半浊音符「゜」來表示。